# Valencia Street Circuit
Valencia Street Circuit (angleško 'Valencijsko ulično dirkališče', valencijansko Circuit Urbà de València in špansko Circuito Urbano de Valencia 'Mestno dirkališče v Valenciji') je nekdanje dirkališče v španskem mestu Valencija, ki je bilo začasno urejano na ulicah v neposredni bližini tamkajšnjega pristanišča ter je med letoma 2008 in 2012 redno gostilo dirko Formule 1 za Veliko nagrado Evrope.

## Zgodovina
Kljub temu, da je v okolici Valencije že skoraj desetletje obstajalo stalno dirkališče Circuito Ricardo Tormo, je bilo zasnovano novo dirkališče znotraj mesta, ki je bilo predstavljeno 19. julija 2007, potem ko je bila 1. junija istega leta podpisana pogodba, s katero je bila načrtovana prireditev najmanj sedmih dirk svetovnega prvenstva Formule 1. Mestno dirkališče je bilo neke vrste kombinacija uličnega in stalnega dirkališča, ki je vključevalo javne ulice v neposredni bližini valencijskega pristanišča in premični most, ki sta bili povezovani z delom proge, ki je bil zgrajen zgolj za dirke. Slednji je oblikoval nemški arhitekt Hermann Tilke, ki je zasnoval tudi bokse in podobno infrastrukturo ob progi. Gradnja je potekala med oktobrom 2007 in junijem 2008.
Novo dirkališče je svojo prvo dirko Formule 1 gostilo 24. avgusta 2008, ko je zmago dosegel Ferrarijev dirkač Felipe Massa, ki je tudi štartal z najboljšega položaja, medtem ko je peta in zadnja dirka Formule 1 na njem potekala 24. junija 2012, nakar dveh od načrtovanih sedmih dirk nikoli ni bilo.
Leta 2013 je bilo načrtovano, da bi se mestno dirkališče v Valenciji v prihodnosti vsakega leta izmenjevalo s stalnim dirkališčem Circuit de Catalunya v okolici Barcelone kot gostitelj dirke Formule 1 za Veliko nagrado Španije. Ko je ta načrt propadel zaradi nasprotovanja katalonske vlade, je bilo sporočeno, da si vlada Valencijske skupnosti zaradi finančnih težav ne more več privoščiti prirejanja dirk Formule 1. To je hkrati pomenilo konec mestnega dirkališča v Valenciji, saj je bil del proge, ki je bil zgrajen zgolj za dirke, v naslednjih letih opuščen.
Dirke Formule 1 za Veliko nagrado Evrope ni bilo do leta 2016, ko je bila prirejena na uličnem dirkališču v azerbajdžanski prestolnici Baku. Od sezone 2017 dirke za Veliko nagrado Evrope zopet ni, saj Baku od takrat gosti dirko za Veliko nagrado Azerbajdžana.

## Proga
Proga je bila dolga 5,419 kilometra ter je imela 25 ovinkov. Najhitrejši krog na neki dirki je prevozil nemški dirkač Timo Glock iz moštva Toyota, ki je med Veliko nagrado Evrope 2009 dosegel čas 1:38,683 minute. Proga ni bilo tako ozka kot na dirkališču Circuit de Monaco, vendar so bile priložnosti za prehitevanje omejene. Ravnine niso bile zelo dolge in so pravzaprav vključevale več hitrih ovinkov, medtem ko se je zunaj dirkaške linije hitro kopičil prah. Nekateri ovinki so imeli obsežne izletne cone, kar je bilo razmeroma nenavadno za ulično dirkališče. Priložnosti za prehitevanje so se nekoliko izboljšale z uporabo sistema DRS v sezonah 2011 in 2012.
Štartno-ciljna ravnina je bila kratka ter so dirkači takoj po štartu prevozili hiter prvi ovinek in prišli do ostrih ovinkov 2 in 3. Po kratki ravnini sta sledila še dva ostra ovinka, nato pa dva hitra ovinka med ravnino, ki se je končala z ostrim osmim ovinkom, kjer je bila hitrost približno 89 km/h. Nato so dirkači prevozili premični most, dolg 140 metrov, in prišli do desetega ovinka, ki je bil podoben osmemu. Po desetem ovinku je sledila najdaljša ravnina, ki je vključevala hiter enajsti ovinek in omogočala hitrost do približno 320 km/h. Na koncu te ravnine je bilo treba močno zavirati, nato pa so sledili trije ostri ovinki. Po 14. ovinku je sledila ravnina z dvema hitrima ovinkoma, ki se je končala z ostrim ovinkom 17, ki je imel obliko črke U. Ta ovinek je bilo treba prevoziti s hitrostjo približno 97 km/h, a je ponujal dobro priložnost za prehitevanje. Nato je sledila kombinacija sedmih hitrih ovinkov, ki se je končala z ostrim ovinkom 25, ki je bil primerljiv z ovinkom 17.
Del proge med ovinkoma 14 in 25 je bil zgrajen zgolj za dirke in povezovan z delom proge, ki je bil začasno urejan na javnih ulicah.

## Zmagovalci
| Leto | Dirkač             | Konstruktor      | Poročilo |
| ---- | ------------------ | ---------------- | -------- |
| 2012 | Fernando Alonso    | Ferrari          | Poročilo |
| 2011 | Sebastian Vettel   | Red Bull-Renault | Poročilo |
| 2010 | Sebastian Vettel   | Red Bull-Renault | Poročilo |
| 2009 | Rubens Barrichello | Brawn-Mercedes   | Poročilo |
| 2008 | Felipe Massa       | Ferrari          | Poročilo |